# 井上孝俊
井上 孝俊（いのうえ たかとし、1927年（昭和2年）4月23日 - 1996年（平成8年）12月16日）は、昭和から平成時代の政治家。神奈川県大和市長。

## 経歴
大和市出身。1949年（昭和24年）東京農林専門学校卒業。
1963年（昭和38年）大和市農協理事。1975年（昭和50年）より大和市議会議員を3期務めたのち、1987年（昭和62年）大和市長に当選。2期務め、1995年（平成7年）引退した。
1989年（平成元年）「大和」と表記する全国の自治体11市町村に参加を呼びかけ、第1回まほろばサミットを開催。ほか、全国基地協議会理事、大和市基地対策協議会会長を歴任した。

## 親族
- 長男：井上貴雄（絵本作家）[2][3]